# Lobkivka, Konotop
Lobkivka (în ucraineană Лобківка) este un sat în orașul regional Konotop din regiunea Sumî, Ucraina.

## Demografie
Componența lingvistică a localității Lobkivka
     Ucraineană (95,59%)
     Rusă (4,41%)
Conform recensământului din 2001, majoritatea populației localității Lobkivka era vorbitoare de ucraineană (95,59%), existând în minoritate și vorbitori de rusă (4,41%).